# Cité de l'espace

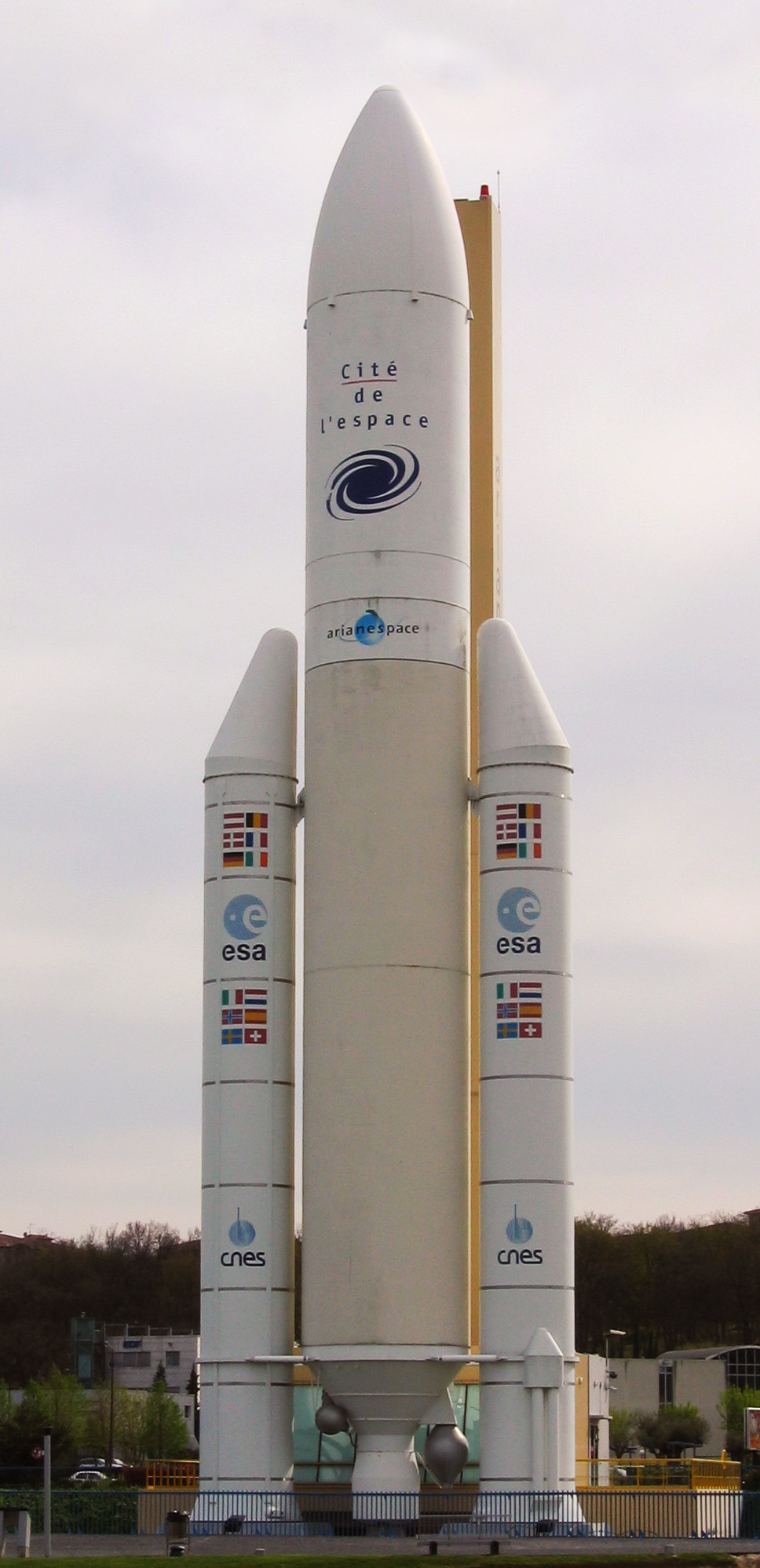
Model van 55 meter hoogte van de Ariane 5

De Cité de l'espace (Ruimtestad) is een themapark over de ruimte en ruimtevaart. Het is opgericht in juni 1997 en ligt aan de oostrand van Toulouse in Frankrijk. Het is al bezocht door meer dan 2 miljoen bezoekers.
In het park is het mogelijk om modellen op ware grootte te bezoeken van de raket Ariane 5 (55 meter hoog), het Mir ruimtestation en Sojoez modules. Er bevinden zich een planetarium met 140 stoelen en een met 280 stoelen met voorstellingen door de hele dag. Er is een aantal tentoonstellingen, vaak interactief. In de controlekamer dicht bij het model van de Ariane 5 is het bijvoorbeeld mogelijk de lancering van een raket voor te bereiden, te helpen bij zijn vlucht en dan een satelliet in een baan om de aarde te brengen. In Terr@dome, een halve bol met een diameter van 25 meter, laat men de geschiedenis van de ruimte zien van de oerknal tot het zonnestelsel. Er is een IMAX-bioscoop waar een film is te zien die gemaakt is in het International Space Station en er is "la Base des Enfants" speciaal voor kinderen.